# Festival Internacional de Cine de Viña del Mar
El Festival Internacional de Cine de Viña del Mar (FICVIÑA) es un festival de cine que se celebra anualmente en Viña del Mar (Chile), con una duración actual de 5 días en los que se proyectan más de 300 obras cinematográficas que aspiran a obtener premios en las diferentes categorías, que incluyen: Competencia Internacional Largometraje, Documental, Cortometraje Latinoamericano, etc. Se lleva a cabo generalmente a finales de octubre, en fechas muy cercanas al Festival Internacional de Cine de Valdivia.

## Historia
Los orígenes del Festival se remontan a 1962, cuando se creó el "Cine Club de Viña del Mar" por un grupo de aficionados cineastas, cuya idea pionera era crear un festival de cine, algo inusual en Chile. Finalmente, el proyecto se concretó por iniciativa de Aldo Francia en 1967, cuando se llevó a cabo el Primer Encuentro Latinoamericano.
El Festival tuvo un receso durante los años 1970, debido al ambiente político en el país. Luego fue retomado y en 2007, al realizarse la 19.ª versión del Festival, se celebraron también los 40 años desde que Aldo Francia lo inauguró.

## Organización
El Festival está a cargo del Departamento de Cinematografía, cuyo director es Juan Esteban Montero, y es organizado por la Ilustre Municipalidad de Viña del Mar.
Con el tiempo se han logrado alianzas con otras entidades que han colaborado con la realización del Festival, como DuocUC sede Viña del Mar, que colaboró con equipo técnico y humano.
En la actualidad y desde 2012, el Festival es organizado y gestionado en conjunto con la Escuela de Cine Archivado el 23 de mayo de 2017 en Wayback Machine. de la Universidad de Valparaíso, casa de Estudios que desde su Dirección de Extensión y Comunicaciones aporta con recursos humanos y financieros. Su Director Artístico es Claudio Pereira Navarro.

### Galardón

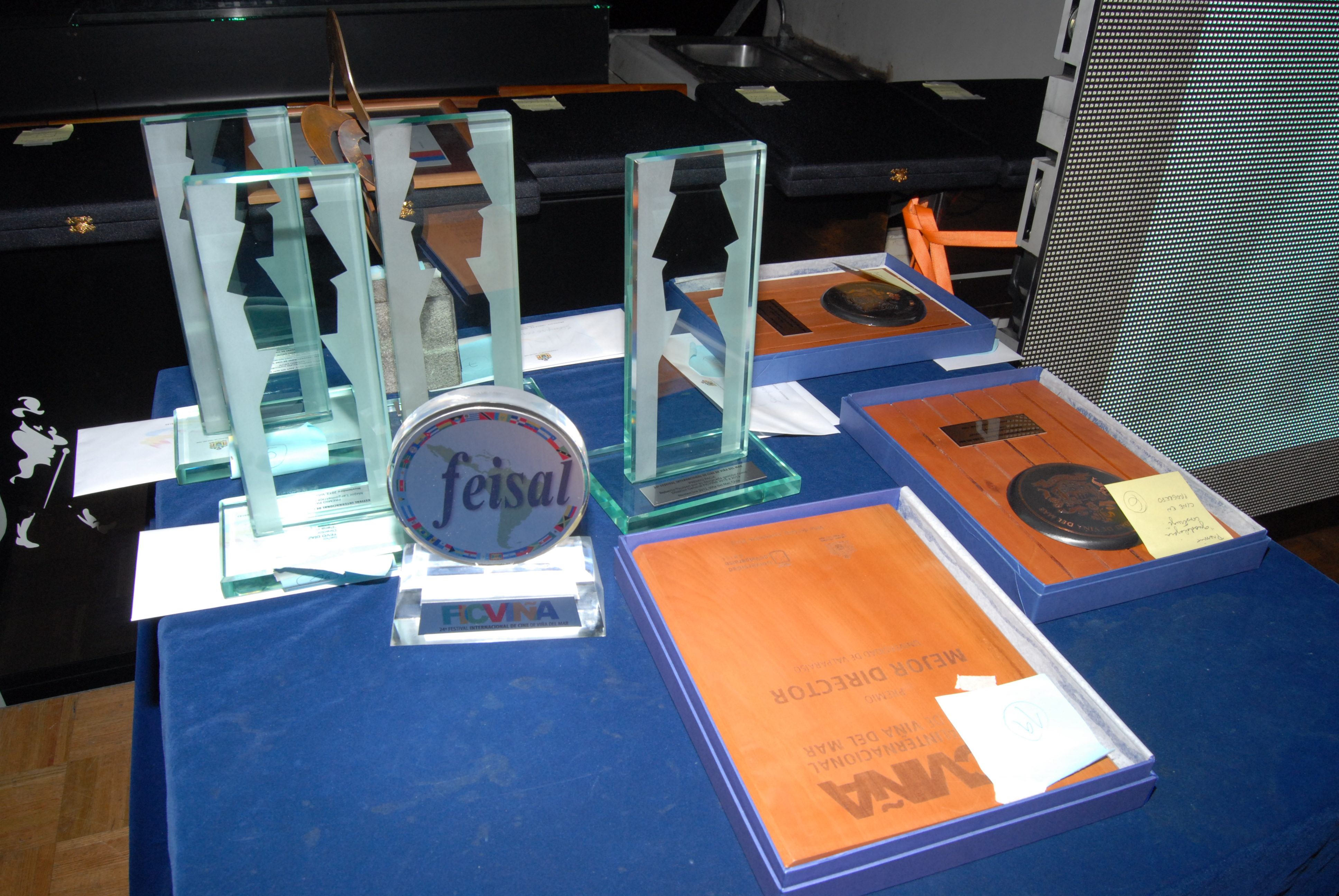
Premiación FICVIÑA 2012

El premio oficial del Festival de Cine de Viña del Mar es el Paoa, una estatuilla tallada en madera de pou, árbol nativo de la Isla de Pascua, hecha a mano por el escultor Miguel Nahoe. Tiene forma de bastón de mando, con dos caras, demostrando la dualidad del día y la noche. Cada Paoa es único y hecho especialmente para el Festival, por lo que ninguno de los premios entregados desde los inicios de él es idéntico a ningún otro.

### Sedes

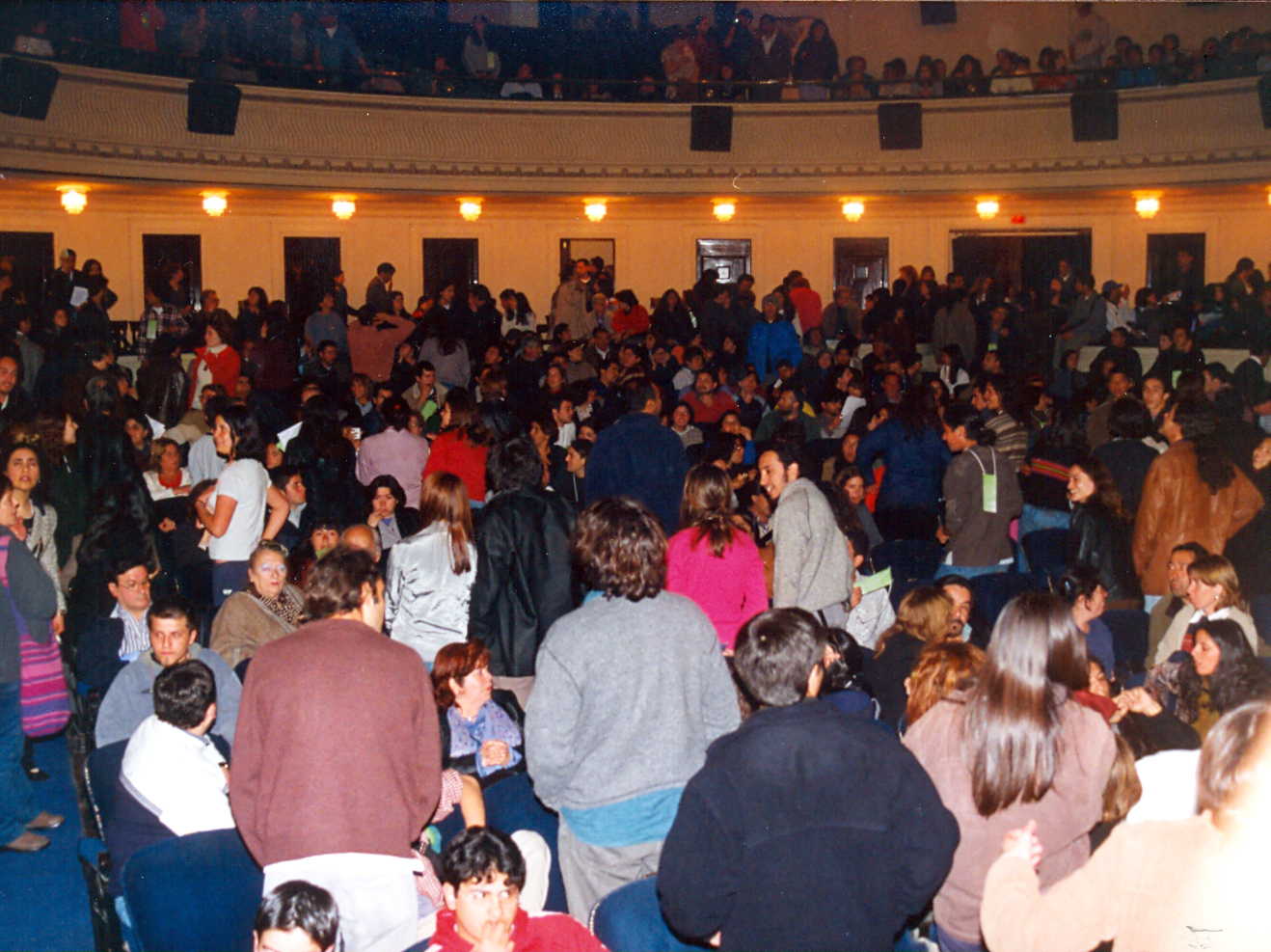
Audiencia en Competencia de Largometrajes Internacionales FICVIÑA, Teatro Municipal de Viña del Mar, 7 de julio de 2010

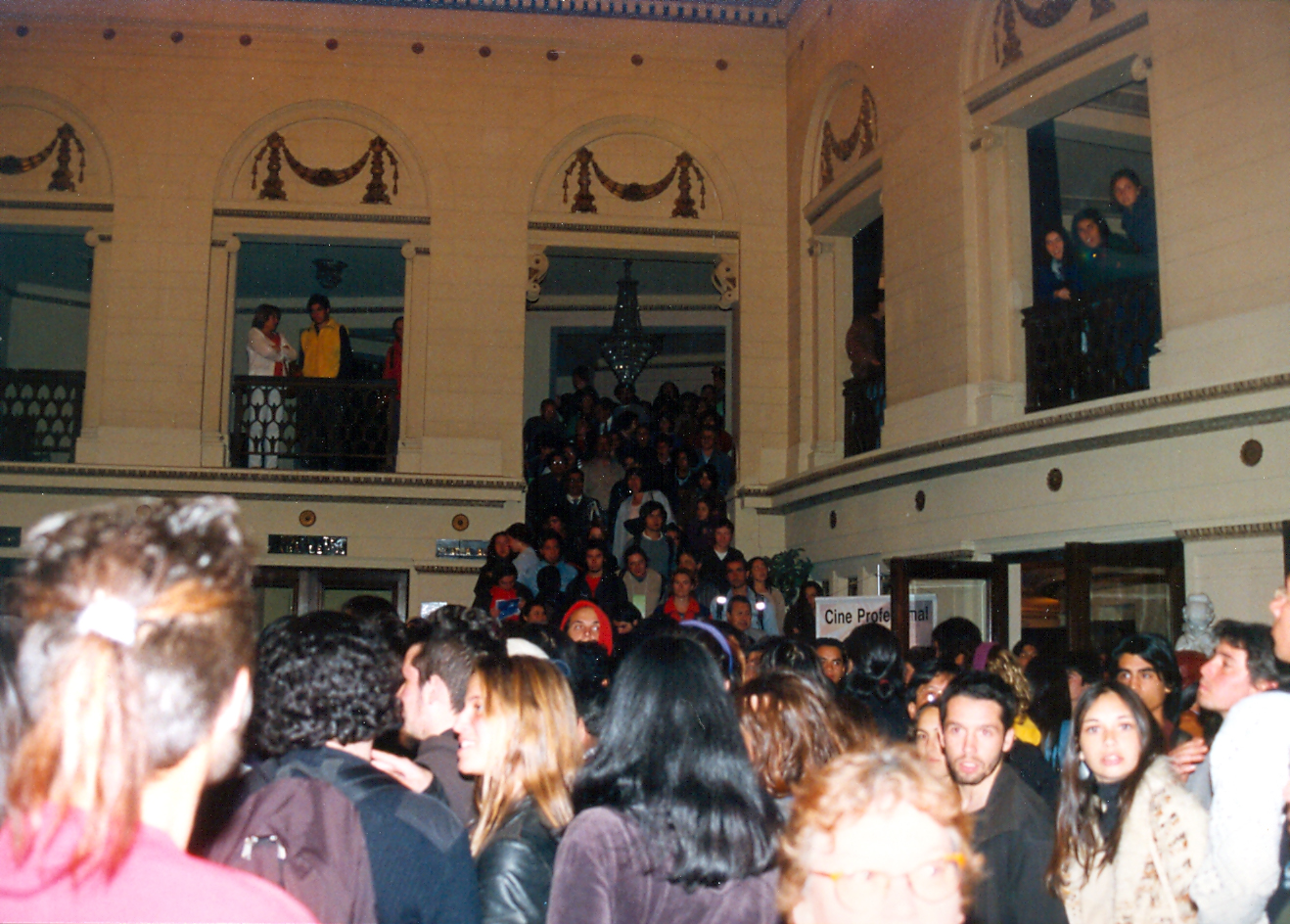
Inauguración FICVIÑA 2010, Foyer Teatro Municipal de Viña del Mar

Las sedes oficiales del festival son las siguientes:
- Teatro Municipal de Viña del Mar
- Sala Cine Arte
- Cinemark
- Sala Rubén Darío, Universidad de Valparaíso

### Ganadores Gran Paoa- Mejor Película Internacional[7]
| Año  | Película                            | Director                           | País      |
| ---- | ----------------------------------- | ---------------------------------- | --------- |
| 1998 | Pajarico                            | Carlos Saura                       | España    |
| 1999 | La vida es silbar                   | Fernando Pérez                     | Cuba      |
| 2000 | Nueces para el amor                 | Alberto Lecchi                     | Argentina |
| 2001 | Herencia                            | Paula Hernández                    | Argentina |
| 2002 | Taxi, un encuentro                  | Gabriela David                     | Argentina |
| 2003 | Sub terra                           | Marcelo Ferrari                    | Chile     |
| 2004 | Machuca                             | Andrés Wood                        | Chile     |
| 2005 | En la cama                          | Matías Bize                        | Chile     |
| 2006 | Prohibido prohibir                  | Jorge Durán                        | Brasil    |
| 2007 | O Grão                              | Petrus Cariry                      | Brasil    |
| 2008 | El baño del Papa                    | César Charlone y Enrique Fernández | Uruguay   |
| 2009 | Huacho                              | Alejandro Fernández Almendras      | Chile     |
| 2010 | Retratos en un mar de mentiras      | Carlos Gaviria                     | Colombia  |
| 2011 | Los colores de la montaña           | Carlos César Arbeláez              | Colombia  |
| 2012 | Pena de muerte                      | Tevo Díaz                          | Chile     |
| 2013 | La jaula de oro                     | Diego Quemada-Díez                 | México    |
| 2014 | Heli                                | Amat Escalante                     | México    |
| 2015 | El patrón: radiografía de un crimen | Sebastián Schindel                 | Argentina |
| 2016 | Desde allá                          | Lorenzo Vigas                      | Venezuela |
| 2017 | Últimos días en La Habana           | Fernando Pérez                     | Cuba      |
| 2018 | Las herederas                       | Marcelo Martinessi                 | Paraguay  |
| 2019 | Monos                               | Alejandro Landes                   | Colombia  |
| 2020 | Blanco en blanco                    | Théo Court                         | Chile     |
| 2021 | Nudo mixteco                        | Ángeles Cruz                       | México    |
| 2022 | Utama                               | Alejandro Loayza Grisi             | Bolivia   |
| 2023 | Tótem                               | Lila Avilés                        | México    |

## Ediciones

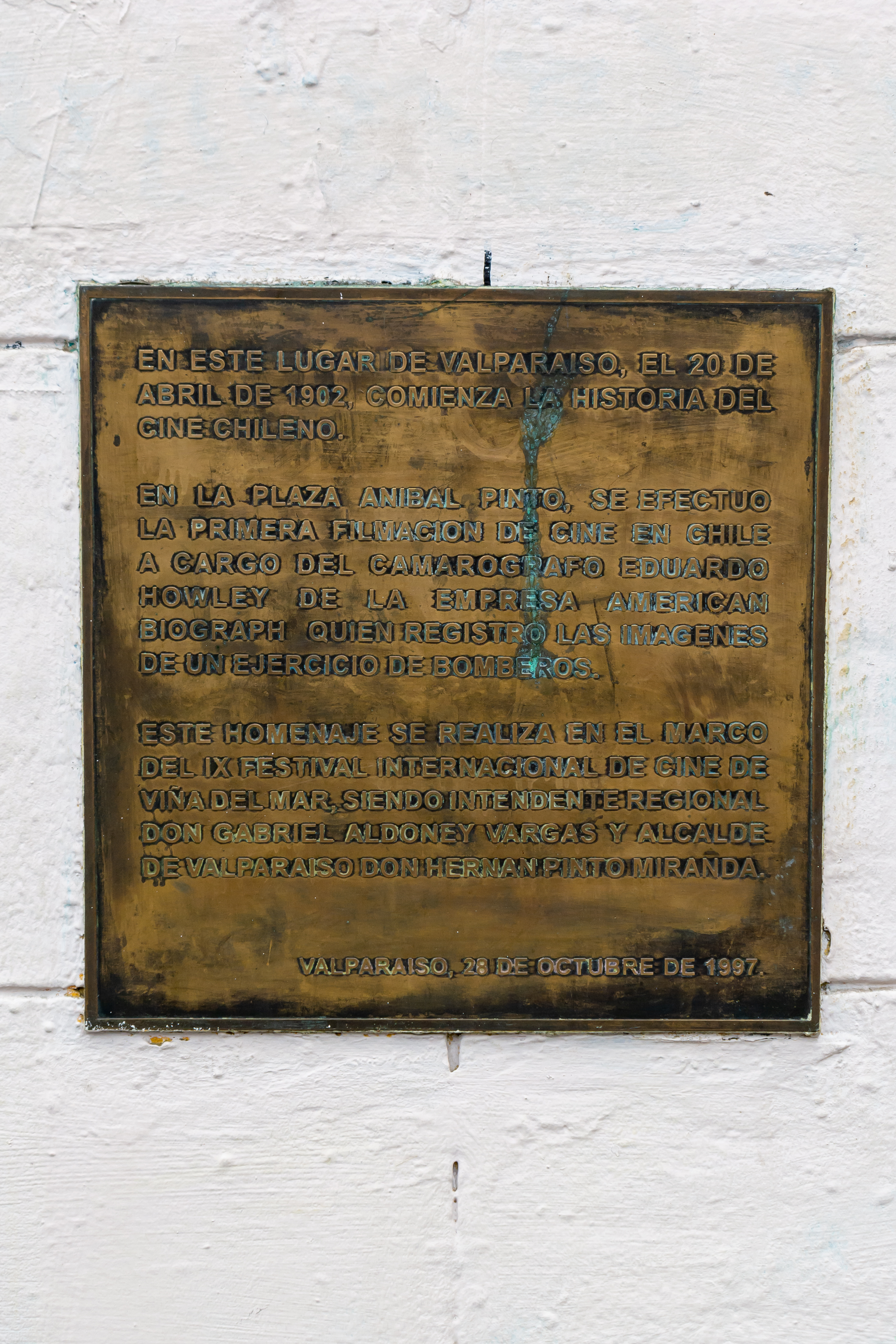
Placa conmemorativa del inicio del cine chileno en la plaza Aníbal Pinto, Valparaíso, 1997

| Fecha | Edición                                                                              | Notas                               |
| ----- | ------------------------------------------------------------------------------------ | ----------------------------------- |
| 1963  | I Festival de Cine Aficionado                                                        |                                     |
| 1964  | II Festival Internacional de Cine Aficionado                                         |                                     |
| 1965  | III Festival Internacional de Cine Aficionado                                        |                                     |
| 1966  | I Festival de Cine Chileno                                                           |                                     |
| 1967  | I Festival de Cine Nuevo Latinoamericano I Encuentro de Cineastas Latinoamericanos   | (I Festival Internacional de Cine)  |
| 1969  | II Festival de Cine Nuevo Latinoamericano II Encuentro de Cineastas Latinoamericanos | (II Festival Internacional de Cine) |
| 1990  | III Festival Internacional de Cine                                                   | Festival del reencuentro            |
| 1991  | IV Festival Internacional de Cine                                                    | [ 12 ]                              |
| 1992  | V Festival Internacional de Cine                                                     | [ 13 ]                              |
| 1993  | VI Festival Internacional de Cine                                                    | [ 14 ]                              |
| 1994  | VII Festival Internacional de Cine                                                   | [ 15 ]                              |
| 1996  | VIII Festival Internacional de Cine                                                  | [ 16 ]                              |
| 1997  | IX Festival Internacional de Cine                                                    | [ 17 ]                              |
| 1998  | X Festival Internacional de Cine                                                     |                                     |
| 1999  | XI Festival Internacional de Cine                                                    |                                     |
| 2000  | XII Festival Internacional de Cine                                                   |                                     |
| 2001  | XIII Festival Internacional de Cine                                                  |                                     |
| 2002  | XIV Festival Internacional de Cine                                                   |                                     |
| 2003  | XV Festival Internacional de Cine                                                    |                                     |
| 2004  | XVI Festival Internacional de Cine                                                   |                                     |
| 2005  | XVII Festival Internacional de Cine                                                  |                                     |
| 2006  | XVIII Festival Internacional de Cine                                                 |                                     |
| 2007  | XIX Festival Internacional de Cine                                                   | Celebración 40 años                 |
| 2008  | XX Festival Internacional de Cine                                                    |                                     |
| 2009  | XXI Festival Internacional de Cine                                                   |                                     |
| 2010  | XXII Festival Internacional de Cine                                                  |                                     |
| 2011  | XXIII Festival Internacional de Cine                                                 |                                     |
| 2012  | XXIV Festival Internacional de Cine                                                  |                                     |
| 2013  | XXV Festival Internacional de Cine                                                   |                                     |
| 2014  | XXVI Festival Internacional de Cine                                                  |                                     |
| 2015  | XXVII Festival Internacional de Cine                                                 |                                     |
| 2016  | XXVIII Festival Internacional de Cine                                                |                                     |
| 2017  | XXIX Festival Internacional de Cine                                                  | Celebración 50 años                 |
| 2018  | XXX Festival Internacional de Cine                                                   |                                     |
| 2019  | XXXI Festival Internacional de Cine                                                  |                                     |